# Zoilo Almonte
Zoilo Almonte (né le 10 juin 1989 à Saint-Domingue en République dominicaine) est un voltigeur de la Ligue majeure de baseball.

## Carrière
Zoilo Almonte signe son premier contrat professionnel en 2005 avec les Yankees de New York. Il fait ses débuts dans le baseball majeur avec ce club le 16 juin 2013, obtient son premier coup sûr le lendemain aux dépens du lanceur Kyle Farnsworth des Rays de Tampa Bay et son premier coup de circuit le 21 juin contre le lanceur Roberto Hernández, également des Rays.
Il frappe pour ,211 de moyenne au bâton avec deux circuits et 12 points produits en 47 matchs des Yankees au total, en 2013 et 2014.
Le 10 novembre 2014, il rejoint les Braves d'Atlanta mais ne se taille place une place[pas clair] avec le club après l'entraînement de printemps.